# إليس إتش. روبرتس
إليس إتش. روبرتس هو سياسي أمريكي، ولد في 30 سبتمبر 1827 في أوتيكا في الولايات المتحدة، وتوفي بنفس المكان في 8 يناير 1918. نشط حزبياً في الحزب الجمهوري. وقد انتخب عضو جمعية ولاية نيويورك ‏ وانتخب عضو مجلس النواب الأمريكي ‏.